# Erzählperspektive
Die Erzählperspektive eines erzählenden Textes (Epik) ist eine Antwort auf die Frage „Wo sieht und spricht der Erzähler?“ oder auch „Was kann der Erzähler wissen?“. In der Literaturwissenschaft gibt es, entsprechend den verschiedenen Erzähltheorien, auch zahlreiche Modelle von Erzählperspektiven. Die Erzählperspektive kann von der Erzählhaltung unterschieden werden.

## Grundlagen
Erzählen ist für den Menschen eine grundlegende Form der Wirklichkeitserfahrung. In jeder Erzählung wird ein Segment der Wirklichkeit zu einer Geschichte zusammengefügt und in perspektivierter Form, etwa als fiktionale Realität, wiedergegeben und damit im sozialem Raum transportiert, das bedeutet, dass die Auswahl und Darstellung des Geschehens als den Teil der Wirklichkeit stets vom metaphorisch gesprochenen „Blickwinkel“ bzw. der „Sicht“ oder die „Sichtweise“ sowie dem „Wissen“ der jeweiligen Erzählinstanz, dem versprachlichenden Subjekt, abhängen müssen. Eine Wirklichkeitserfahrung, die versprachlicht reproduzierbar wurde, ist ohne Perspektive nicht denkbar.
Der Autor kreiert einen Erzähler, der dem Leser die Erzählung versprachlicht präsentiert. Dabei ist die Beziehung des Erzählers zur erzählten Geschichte bedeutsam. In der deutschsprachigen Narratologie werden die Termini „Standpunkt“ oder „Blickpunkt“ verwendet, durchgesetzt hat sich aber der Begriff „Erzählperspektive“. Seit dem Beginn der achtziger Jahre des 20. Jahrhunderts findet der von Gérard Genette (1972) geprägte Begriff der „Fokalisierung“ weite Verbreitung. Boris Andrejewitsch Uspenski (1970) entwarf für die Perspektive ein Stratifikationsmodell, ein Modell, das die Perspektive sich auf mehreren Ebenen manifestieren lässt, etwa Ebene der Wertung und Ideologie, der Phraseologie, der raum-zeitlichen Charakteristik und der Psychologie.

## Begriffe
Die Erzählperspektive ist ein zentraler Begriff der Narratologie (englisch point of view), er wurde von Henry James (1884) in dessen Essay „The Art of Fiction“ eingeführt. Es war Percy Lubbock (1921) der in seinen Vorwörtern zu James den Begriff präzisierte und systematisierte.
In der Erzähltheorie oder Narratologie ist die Erzählperspektive meist eine von mehreren Kategorien, die man zur Analyse eines erzählenden Textes braucht. Stanzel unterscheidet etwa zwischen Person, Modus und Perspektive. Der Begriff der Erzählperspektive betrifft das Verhältnis des Erzählers zu der Hauptfigur und der erzählten Welt, der Autor spielt in diesem Zusammenhang keine Rolle.
Bei einer Ich-Erzählung ist die Frage nach der Erzählperspektive scheinbar leichter zu klären. Die betonte Subjektivität markiert einen eingeschränkten Standpunkt, denn ein Ich-Erzähler kann nicht alles über die erzählte Welt wissen. Demgegenüber hat ein auktorialer, also allwissender Erzähler unbegrenzten Zugang zu allen Informationen der erzählten Welt, wie in Goethes Wahlverwandtschaften. In vielen Abhandlungen wird unter Perspektive sowohl räumliche und zeitliche Distanz, als auch Subjektivität und Objektivität, also nicht nur Zugang zu Informationen, sondern auch Wertung verstanden. Trennschärfer ist daher das Modell der Fokalisierung von Genette, der strikt unterscheidet zwischen Modus (Wer sieht) und Stimme (Wer spricht).
Im Englischen wird die Erzählperspektive auch als point-of-view bezeichnet. Der point-of-view in der Literaturwissenschaft muss dabei aber deutlich vom filmischen Point-of-View-Shot unterschieden werden, denn jener bezeichnet eine Einstellung, die den Blick einer Figur wiedergibt, in der Literatur dagegen wird unter dem point-of-view die Perspektive für ganze Szenen oder den ganzen Text verstanden. Im Unterschied zur Beobachterperspektive fällt bei der Erzählperspektive das Augenmerk nicht nur darauf, was ein Beobachter wahrnimmt, sondern auch darauf, was er wie berichten will.
Der Begriff Perspektive ist eine Metapher, denn in der Literatur wird tatsächlich nur mit Worten erzählt. Das Medium Literatur kann jedoch nicht nur „erzählen“ (telling bzw. berichtende Darstellung), sondern auch  „zeigen“ (showing bzw. szenische Darstellung). Durch eine dialogische Darstellungsform oder eine detailgenaue Schilderung einer Umgebung kann also beim Leser der Eindruck bzw. die Illusion entstehen, als „sehe er es selbst“ oder nehme selber direkt am Geschehen teil ohne eine vermittelnde Erzählinstanz. Roland Barthes nennt dies den „Wirklichkeitseffekt“, Genette bezeichnet es als „Mimesis-Illusion“, da sich Mimesis nach Platon im eigentlichen Sinne nur auf die Nachahmung von wörtlicher Rede beziehen kann.
Jedes Geschehen, also die chronologische Gesamtsequenz aller Geschehnisse und Ereignisse, wird von einer Erzählinstanz vermittelt. Sie nimmt den Erzählgegenstand unter bestimmten Wahrnehmungsbedingungen auf und gibt ihn dann für den Leser in Form einer Geschichte, versprachlicht auf eine spezifische Art und Weise, wieder. Für diesen Gesamtkomplex aus Wahrnehmen und versprachlichten Weitergeben benutzt Schmid den Begriff der Erzählperspektive.
Für Mair (2016) geht die Analyse der Erzählperspektive mit wesentlichen Fragestellungen an den erzählten Text einher, etwa:
- Wo steht der Perspektiventräger; liegt die Perspektive des Erzählers außerhalb der Geschichte[12] und damit der erzählten Welt oder liegt sie innerhalb der erzählten Welt?
- Was nimmt der Perspektiventräger wahr?
- Wie viel narratives Wissen über die erzählte Welt, den Text und seine Figuren vermittelt der Erzähler dem Leser weiter?
- Wer nimmt die erzählte Welt wahr, der Erzähler oder die Figur?
- Wie distanziert positioniert sich der Erzähler zur erzählten Welt, den Figuren und der Geschichte?
- Der außerhalb der erzählten Welt stehende Erzähler berichtet aus der Erzähler- oder Figurenperspektive?

Danach kann die Untersuchung von Erzähltexten in einem „Zwei-Ebenen-Modell der Erzähltextanalyse“ erfasst werden:
- die Ebene des Dargestellten („Was“ der Darstellung); es ist die Analyse der erzählten Welt, die Ebene des Inhalts und
- die Ebene der Darstellung („Wie“ der Darstellung); es ist die Analyse der Strukturen des Erzähltextes, wie dem Erzähler (u. a. auch die Erzählperspektive), der Form, Stil und Aufbau.[13]

Dabei ist der Erzähler und die Erzählerintention nicht gleichsetzbar mit dem Autor eines Erzähltextes und der Autorintention. Die Perspektive führt zu einem Ergebnis aus dem (metaphorisch) beschriebenen Blickpunkt, Stellung, dem Blickwinkel und der Blickdistanz sowie vor allem der Wahrnehmung. Ferner dem Wissen und Wissenshorizont des Erzählers, der Introspektion in das Figurenbewusstsein hinein und die Wertungen und Haltungen des Erzählers.
Für Mair wird die Perspektive zu einer Spezifik in einer erzählerischen Vermittlung im Hinblick auf Auswahl (Selektion), Präsentation und Wertung des Dargestellten. Die Einstellungen oder Parameter der Perspektive sind:
- Blickpunkt
- Blickwinkel
- Wahrnehmung
- Wissenshorizont
- Introspektion
- Wertung.

Ihnen können attributiv qualitative Eigenschaften zugeordnet werden, etwa dem Blickpunkt externer oder intern, dem Blickwinkel breit oder eng, der Blickdistanz fern oder nah, der Wahrnehmung Erzähler oder Figur, dem Wissenshorizont unbeschränkt oder beschränkt, der Introspektion Außensicht oder Innensicht und der Wertung neutral oder nichtneutral.
Die Innenperspektive ist die Position des homodiegetischen (i.S. von Genette) oder diegetischen Erzählers (i.S. von Schmid), er erzählt und berichtet aus der Perspektive der Figur heraus, indem er Selbsterlebtes und Eigenes als nicht „Fremdes“ versprachtlicht.
Der heterodiegetische oder nichtdiegetische Erzähler (primär, sekundär etc.) erzählt in einer Außenperspektive „Fremdes“, also aus einer Position des nicht Selbsterlebten, des nicht Eigenem.

## Ansätze
Die Kunst des Erzählens ist es gerade, mit unklaren Standpunkten zu spielen. Häufig begegnen sich widersprüchliche Erzählerstandorte wie die Gleichzeitigkeit von Innen- und Außenperspektive (Mise en abyme). Daher können Versuche, Erzählperspektiven einzuordnen und mit Modellen und Typologien festzuhalten, immer nur teilweise gelingen. Als Verständnishilfe können solche Abstraktionen allerdings sinnvoll sein.

### Erzählperspektive bei Stanzel
Ein verbreitetes Schema ist das typologische Modell der Erzählsituationen von Franz K. Stanzel. Es unterscheidet, ob Erzählerfiguren eine Innen- oder Außenperspektive innehaben (Perspektive), ob der Erzähler mit der Figur identisch ist oder nicht (Person) und ob eine Erzählerfigur deutlich in Erscheinung tritt (Modus). Auf der Ebene des Modus unterscheidet er daher auch den Erzähler von einer Reflektorfigur, womit meistens die Hauptfigur gemeint ist, aus deren Perspektive sich die Geschichte entfaltet.
Ein konkretes Beispiel, das sich in Stanzels Typenkreis sehr nahe an dem idealtypischen Modell der Personalen Erzählung orientiert, wäre die erlebte Rede, in der keine Erzählerstimme von der Figurenrede zu unterscheiden ist. Hier wäre der Erzähler zwar nicht mit der Figur identisch, wie in der Ich-Erzählung, hätte aber eine Innenperspektive.

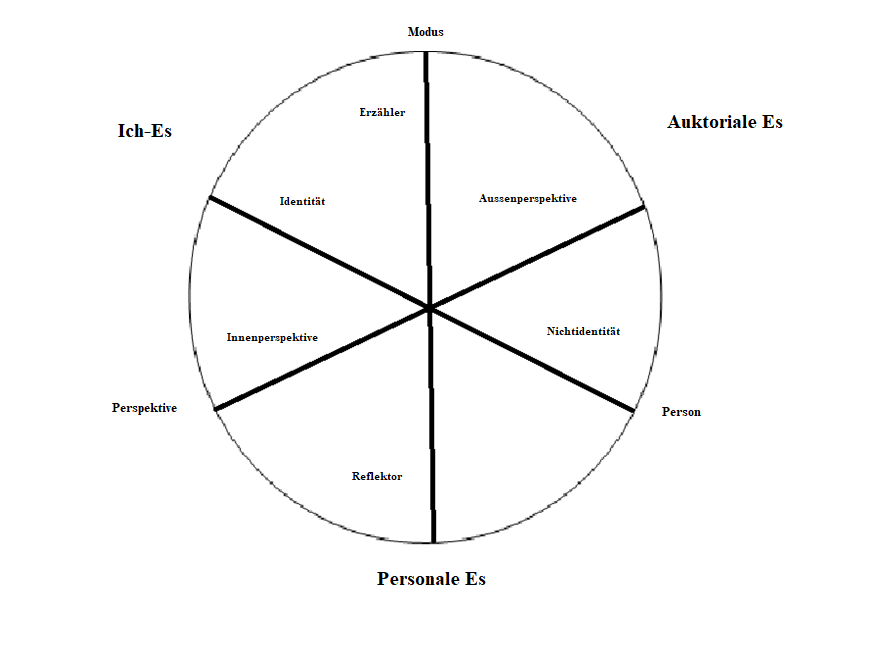
Darstellung von Franz K. Stanzels kleinem Typenkreis, modifiziert aus Theorie des Erzählens. (1995) Die Konstituenten sind die kräftigeren Linien, welche die Kreissehnen bilden. „Es“ entspricht abgekürzt der „Erzählsituation“

### Unterschiedliche Erzählperspektiven
Man unterscheidet in der Erzähltheorie im Hinblick auf das Erzählverhalten im Wesentlichen nach F. K. Stanzel drei verschiedene Grundtypen des Erzählers:
- Ich-Erzählsituation[20], lässt sich paraphrasieren mit den Stichwörtern: Handlungsfigur, Erzähler steht im Vordergrund, nur begrenzte Perspektive, emotionale Nähe
- auktoriale Erzählsituation[21], lässt sich umschreiben mit: gewissermaßen allwissend, distanziert, alle Zeitebenen, wendet sich an den Leser
- personale Erzählsituation, lässt sich umschreiben mit: Reflektorfigur steht im Vordergrund, ist innerhalb des Geschehens, keine Erläuterungen

Für die ausführliche Beschreibung dieser Grundtypen: siehe typologisches Modell der Erzählsituationen.
Weiter wird gelegentlich von einem neutralen Erzähler gesprochen, was heutzutage in der Literaturwissenschaft im Allgemeinen aber keine große Rolle spielt. Der Begriff wurde von F. K. Stanzel selbst revidiert.
- „Neutraler“ Erzähler („Neutrale Erzählform“)[24], umschrieben mit: nicht wahrnehmbar, scheinbar nicht wertend, mit einem gewissen Grad an „Objektivität“

Der neutrale Erzähler tritt meistens in sachlichen Texten auf. Er kommentiert weder das aktuelle Geschehen, noch überblickt er Vergangenheit und Zukunft der dargestellten Welt. Ein neutraler Erzähler befindet sich meist in Texten, in denen die direkte Rede überwiegt (Beispiel: „Ich habe Ihnen aber doch gestern das Formular gegeben“, sagte er mit einem besorgten Gesicht.). Weiterhin ist dieser Erzählertyp kein Teil der Figurenwelt und beschreibt lediglich, was äußerlich sichtbar ist. Eine solche Erzählsituation liegt in aller Regel im Drama vor. Durch seine große Zurückhaltung ist dieser Erzähler unauffällig und wird bei der Suche nach der Bedeutung einer Geschichte – gerade in der Dramatik – für weniger relevant erachtet.

### Erzählperspektive bei Genette
Gérard Genette unterscheidet, im Gegensatz zu Stanzel, zwischen Modus (Wer sieht?) und Stimme (Wer spricht?). Die Begriffe Distanz und Fokalisierung beziehen sich dabei auf den Modus, der Begriff der Diegese auf die Stimme. Die Fokalisierung bezeichnet, was der Erzähler über die Figur und die erzählte Welt weiß, die Distanz (oder Nähe) lässt sich von der Art der Rede (direkte Rede, indirekte Rede usw.) ableiten.
Der Erzähler kann nach Genette in der Handlung als Figur vorkommen, also Teil der Diegese sein, oder nicht. Beide Erzählsituationen können jeweils weiter unterschieden werden in „von innen-analysierte Ereignisse“ und „von außen beobachtete Ereignisse“:
|                                                        | Von innen analysierte Ereignisse                   | Von außen beobachtete Ereignisse                      |
| ------------------------------------------------------ | -------------------------------------------------- | ----------------------------------------------------- |
| Der Erzähler kommt in der Handlung als Figur vor       | 1. Der Held erzählt die Geschichte                 | 2. Ein Zeuge erzählt die Geschichte                   |
| Der Erzähler kommt in der Handlung nicht als Figur vor | 4. Der allwissende Erzähler erzählt die Geschichte | 3. Ein außenstehender Erzähler erzählt die Geschichte |

### Erzählperspektive bei Schmid
Schmid (2005) definiert Perspektive oder Erzählperspektive, „als der von inneren und äußeren Faktoren gebildete Komplex von Bedingungen für das Erfassen und Darstellen eines Geschehens“.
Der Erzähler kann ein Geschehen entweder aus einem:
- personalen/figuralen Standpunkt wahrnehmen, also aus der Perspektive einer oder mehreren narrativen Figuren erzählen, oder in einer
- narrationalen Perspektive erzählen (beides sind „binäre Oppositionen der Perspektiven“).[30]

Für Schmid gibt es keine Erzählung ohne Perspektive.
Mit der personalen oder figuralen Perspektive wird die Übernahme der Sichtweise einer oder mehrerer Figuren auf das zu erzählende Geschehen beschrieben, es wird damit zum Bericht aus deren persönlichen, individuellen und subjektiven Sicht auf die Welt.
Ein Vergleich zum Genetteschen Begriff der „internen Fokalisierung“  bietet sich an. In diesem Fall ist die Wahrnehmung auch an eine Figur gebunden, über den Erzähler werden Informationen zum „Innenleben“ der Figur gegeben. Damit nimmt der Erzähler ebenso viel oder genauso wenig wahr wie die präsentierte Figur. Im Schmidschen Sinne schließt die Übernahme der Sicht durch eine Figur aber eine distanzierte Betrachtung aus. Bei einem intern fokalisierter Erzähler dagegen kann der Erzähler durchaus von der Möglichkeit Gebrauch machen, eine eigene Meinung zu haben, obwohl vom selben Wissensstand in Bezug auf die dargestellte Handlung auszugehen ist wie in der Figur.
In der narrationalen Perspektive übernimmt der Erzähler nicht komplett die Sicht einer Figur. Die narrationale Perspektive ist immer anwesend, auch dann, wenn der Erzähler „objektiv“ zu sein scheint. Deshalb gibt es im Schmidschen Modell keine „neutrale Perspektive“.
Die personale und narrationale Perspektive treten sowohl im diegetischen und nichtdiegetischen Erzählen (eine weitere binäre Opposition) auf, das heißt, sie können jeweils kombiniert werden. Das Ergebnis sind vier Kombinationsmöglichkeiten:
- Ein narrational nichtdiegetischer Erzähler entwickelt eine eigene Perspektive. Die Erzählinstanz kann durchaus in die Personen hineinschauen, was aber keine zwangsläufige Voraussetzung ist. Entscheidend ist, dass er nicht Teil der Diegese ist und seine Wiedergabe (idealerweise) unabhängig von der Wahrnehmung durch die Figuren bleibt.

- Ein personal diegetischer Erzähler nimmt eine eigene Sicht auf die erzählte Welt ein. Der Erzähler übernimmt nicht die Sicht einer Figur, denn er ist gewissermaßen selbst die Figur, die gerade wahrnimmt und damit wiedergibt.

- Ein personal nichtdiegetischer Erzähler erzählt aus der Sicht einer Figur, in der Stanzelschen Terminologie die Reflektorfigur. Im Allgemeinen bleibt der Erzähler nicht sichtbar, hat aber vollen Einblick in das Innere seiner Figur.

- Ein narrational diegetischer Erzähler übernimmt die Sicht seines früheren (fiktionalen) also des erzählten Ich.[33]

Sowohl für die personale als auch für die narratoriale Erzählperspektive können fünf Parameter herausgearbeitet werden:
- Räumliche Perspektive: Wo stand das wahrnehmende Subjekt zum Zeitpunkt des geschilderten Ereignisses?
  - Personal/figural: Das Geschehen wird durch die Sinne einer Figur wahrgenommen. Es besteht kein Unterschied zwischen der Figur und dem Erzähler.
  - Narratorial: Der Erzähler hat seinen eigenen Blickwinkel, seine eigene räumliche Position.
- Zeitliche Perspektive: Mit fortschreitender Zeit verändert sich die Sicht eines Subjekts auf das Wahrgenommene.
  - Personal/figural: Der Erzähler übernimmt die zeitliche Position einer Figur.
  - Narratorial: Der Erzähler nimmt Distanz zum Zeitschema der Figur.
- Sprachliche Perspektive: Wie stellt das Subjekt, das Wahrgenommene in der Erzählung dar? Wie versprachlicht es die Welt.
  - Personal/figural: Der Erzähler übernimmt die Sprech- und Ausdrucksweise der Figur.
  - Narratorial: Der Erzähler spricht seine eigene Sprache.
- Perzeptive Perspektive: Wessen Sichtweise wird angenommen (im Sinne einer Perspektivenübernahme)? Übernimmt der Erzähler die „Sicht“ eines Subjekts, einer Figur? Eine Beschreibung des „Inneren“ einer Figur kann aber nicht gleichgesetzt werden damit, dass der Erzähler die Sicht der Figur gänzlich übernimmt, also sie ebenfalls vertritt. Die perzeptive Perspektive zeigt nur, ob Erzähler und Figur dieselbe Meinung, Sicht- oder Denkweise auf die erzählte Welt haben oder eben nicht.
  - Personal/figural: Die Sichtweisen von Erzähler und Figur sind identisch.
  - Narratorial: Die Sicht des Erzählers weicht von der der Figur ab.
- Ideologische Perspektive: Beobachtende Subjekte, die der gleichen Ereignisse gewahr werden, nehmen es aufgrund ihres „Inneren“ unterschiedlich wahr.
  - Personal/figural: Übernahme des Erzählers aus den Wertungen der Figur. Konsistenz der Werte und Haltungen zwischen Figur und Erzähler.
  - Narratorial: Der Erzähler entwickelt seine eigenen Wertungskriterien.[35][36]

## Erzählperspektive im Medium Film
Der Film in seinem Überbegriff für das gesamte Lichtspielwesen, erzeugt durch die auf Bewegtbildmedien dargestellten Bildsequenzen beim Betrachter die Illusion einer (szenischen) Bewegung. Sie ist eine Kunstform die vermittels technischer Gerätschaften der Foto-, Kamera- und Tontechnik zur Produktion von bewegten Bildern führt und damit die Möglichkeit beinhaltet, eine Geschichte zu erzählen.
Die Geschichte kann durch eine mittelbare Darstellung („narrativer Modus“) oder durch eine unmittelbar erscheinende Darstellung („dramatischer Modus“) wiedergegeben werden.
Erzählen bedeutet auch im Medium des Films, dass es eine indirekte Präsentation der Geschehnisse bzw. Ereignisse gibt. Auch im Film tritt eine Instanz auf, die dem Rezipienten („Zuschauer“) das Geschehen vermittelt bzw. die Geschichte erzählt. Im Film tritt die Erzählinstanz entweder als:
- personalisierter Erzähler (figurengebundenes Erzählen) auf, der als Filmfigur mehr oder weniger deutlich in Erscheinung tritt. Der Erzähler ist sichtbar oder hörbar präsent, er kann Teil der Geschichte sein oder außerhalb von ihr stehen. Unabhängig davon führt er den Rezipienten durch das Geschehen. Durch die Erzählfigur (= Filmfigur) entsteht eine mittelbare Darstellung der Geschichte, die auch Kommentare und Reflexionen zum Geschehen mit beinhalten kann.
- Film kann aber seine Geschichte auch erzählen, ohne dass direkt auf die Perspektive einer konkreten Erzählerfigur geschlossen werden kann. Das Geschehen wird durch verschiedene Techniken, etwa der Schrifteinblendungen, durch die Kameraarbeit oder der Tontechnik, fokussiert und vermittelt. Auch hier findet eine narrative Ordnung des Geschehens statt, ohne jedoch einen identifizierbaren Erzähler einzusetzen.[37]

Mit dem Begriff der Diegese kann man das Verhältnis des Erzählers zur erzählten Welt erklären, also die Frage, wer erzählt. Beim homodiegetischen Erzähler der Teil der Filmerzählung ist, tritt er in der Geschichte als ein Hauptakteur, als eine Nebenfigur oder nur als Beobachter auf. Der heterodiegetische Erzähler steht außerhalb der erzählten Welt der Filmhandlung,  er kann dadurch nicht ins Geschehen eingreifen. Mit der Kennzeichnung der Anwesenheit oder Abwesenheit des Erzählers in der Filmwelt, kann die Genettesche Unterscheidung von heterodiegetischen („Erzähler gehört nicht zur erzählten Filmwelt“), intradiegetischen („Erzähler ist Teil der erzählten Filmwelt“) und autodiegetischen Formen („Erzähler ist zugleich der Protagonist oder Hauptdarsteller“) angewendet werden.
Der Begriff der Diegese eignet sich aber auch dazu, um Filme mit einer Rahmenerzählung zu beschreiben. Mit Voiceover wird die Tonaufnahme einer Stimme (englisch voice), die über (englisch over) eine andere Tonaufnahme oder über eine Filmszene gelegt wird, bezeichnet. Für den Rezipienten („Zuschauer“ und „Zuhörer“) wird sie als Erzählerstimme wahrgenommen, denn es ist jemand der von vergangenen oder gegenwärtigen Ereignissen spricht, diese erläutert, kommentiert und dabei mehr oder weniger klar einen Standpunkt zum Ausdruck bringt. Es kann hierbei zwischen einer internen und externen Erzählperspektive unterschieden werden:
- bei der internen Erzählperspektive spricht eine Figur, die am Geschehen beteiligt (homodiegetische Erzähler) ist oder war.
- bei der externen Erzählperspektive spricht und erzählt die Voiceover (Off-Erzähler) aus einer Position außerhalb des Geschehens (intradiegetischer Erzähler).[39]

### Medien
- Katharina Joos: Das typologische Modell der Erzählsituationen von Franz Karl Stanzel. Die Schreibtechnikerin 7. Oktober 2016
- Katharina Joos: Das erzähltheoretische Modell von Gérard Genette. Die Schreibtechnikerin 2. Dezember 2016